# Mastigophora chordulifera
Mastigophora chordulifera là một loài rêu tản trong họ Lepicoleaceae. Loài này được (Taylor) Trevis. miêu tả khoa học lần đầu tiên năm 1877.